# Ignacy Gurowski
Ignace Gurowski, en polonais Ignacy Gurowski, né le 17 mai 1812 à Kalisz (duché de Varsovie) et mort le 18 avril 1887 à Paris, est un aristocrate polonais (blason Wczele), titré comte Gurowski, duc de Possen, seigneur d'Allendorf, devenu plus tard grand d'Espagne par la reconnaissance de son mariage avec l'infante Isabelle Fernande de Bourbon, nièce du roi Ferdinand VII.

## Biographie
Frère cadet d'Adam Gurowski, Ignacy Waslaw Gurowski fait des études à l'université de Varsovie, puis en Allemagne à Heidelberg. 
En 1834, il s'installe à Paris, où il mène une vie licencieuse chez le marquis de Custine, dans la maison duquel il demeure pendant cinq ans. Sa grande beauté en fait la coqueluche d'une société frivole.
Il rencontre l'Infante d'Espagne Isabelle Fernande de Bourbon, fille de François de Paule de Bourbon et de la princesse Louise-Charlotte de Bourbon-Siciles et donc nièce du roi Ferdinand VII, âgée de seize ans, qui étudie au couvent des Oiseaux. Il l'enlève du couvent. La relation entre les deux jeunes gens fait scandale ; ils s'enfuient en Angleterre et se marient secrètement à Douvres en 1841. La famille royale espagnole, malgré son hostilité à ce mariage inégal, consent cependant au bout de quelques années à donner une pension annuelle au couple, qui s'était installé à Bruxelles. 
Par la suite, Ignace Gurowski est nommé grand d'Espagne et prend part à des négociations diplomatiques entre Napoléon III et la reine d'Espagne Isabelle II, cousine et belle-sœur d'Isabelle Fernande.
Le couple a eu huit enfants :
- María Luisa Gurowska y Borbón (Bruxelles, 1842 - Madrid, 1877), mariée à Vicente Bertrán de Lis y Derret, d'où descendance.
- Carlos, comte Gurowski (Bruxelles, 1846 - Bruxelles, 1846)
- María Isabel Gurowska y de Borbón (1847 - 1925), mariée à Charles Allen-Perkins, d'où descendance, et en secondes noces avec José María Díaz-Martín y Torneria, sans postérité.
- Fernando Gurowsky y de Borbón, Ier marquis de Bondad Real (Bruxelles, 1848 - Amorebieta, 187), sans postérité.
- Carlos Gurowsky y de Borbón (1854 - 1856).
- Augusto Gurowsky y de Borbón (Madrid, 1855).
- Luis Gurowsky y de Borbón (Madrid, 1856).
- María Cristina Gurowsky y de Borbón, mariée à Bartolomeu da Costa Macedo Giraldes Barba de Menezes, IIe vicomte de Trancoso, d'où descendance.

Le comte Gurowski est enterré au cimetière du Père-Lachaise (90e division).